# Gölen (Döderhults socken, Småland, 635670-152988)
Gölen är en sjö i Oskarshamns kommun i Småland och ingår i Virån-Emåns kustområde.